# Kamenec (Pravy)
Rybník Kamenec je malý rybník o výměře 2,21 ha nalézající se asi 1 km západně od obce Pravy v okrese Pardubice. Rybník je využíván pro chov ryb ale na jaře roku 2018 nebyl napuštěn.

## Galerie

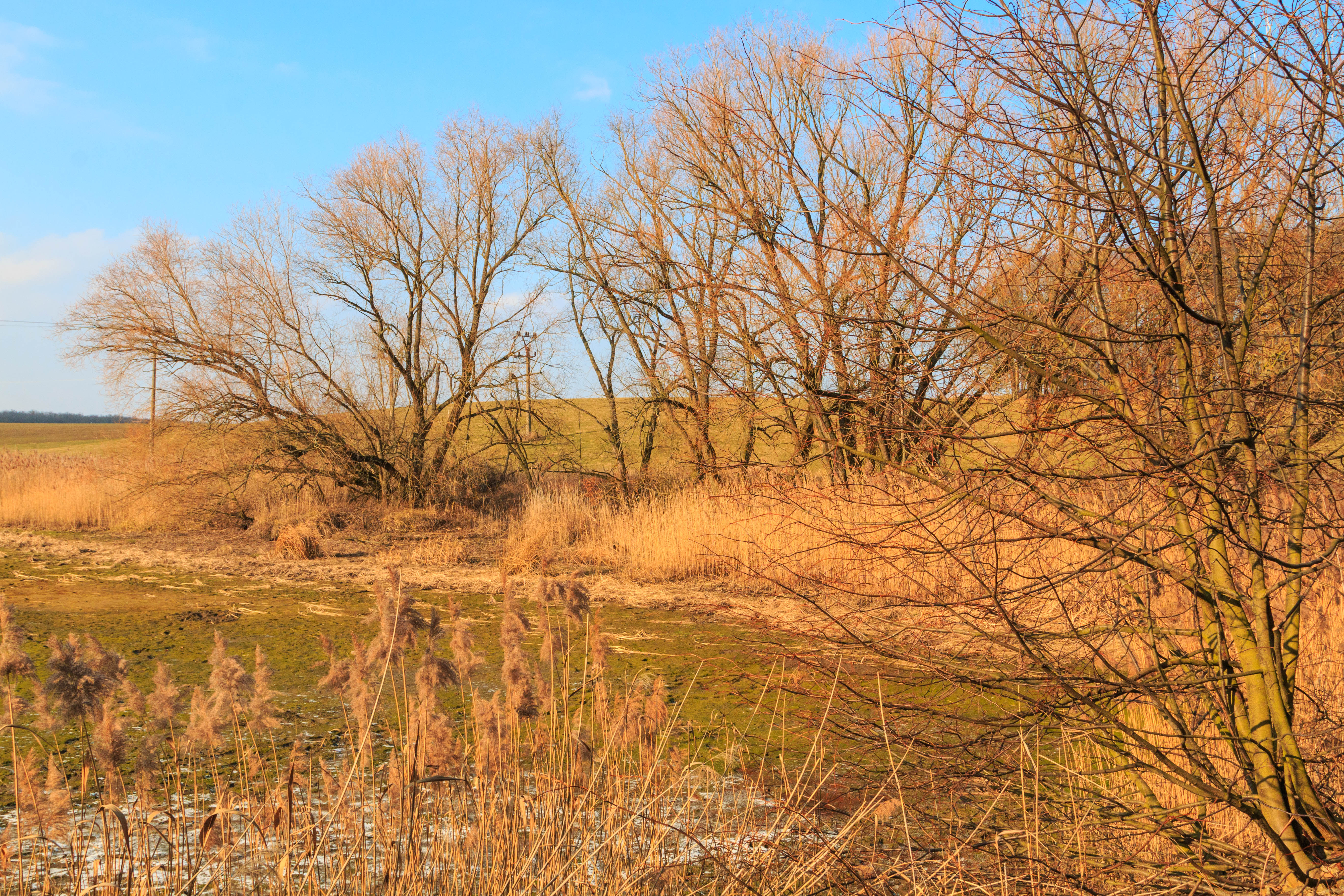
Rybník Kamenec u obce Pravy
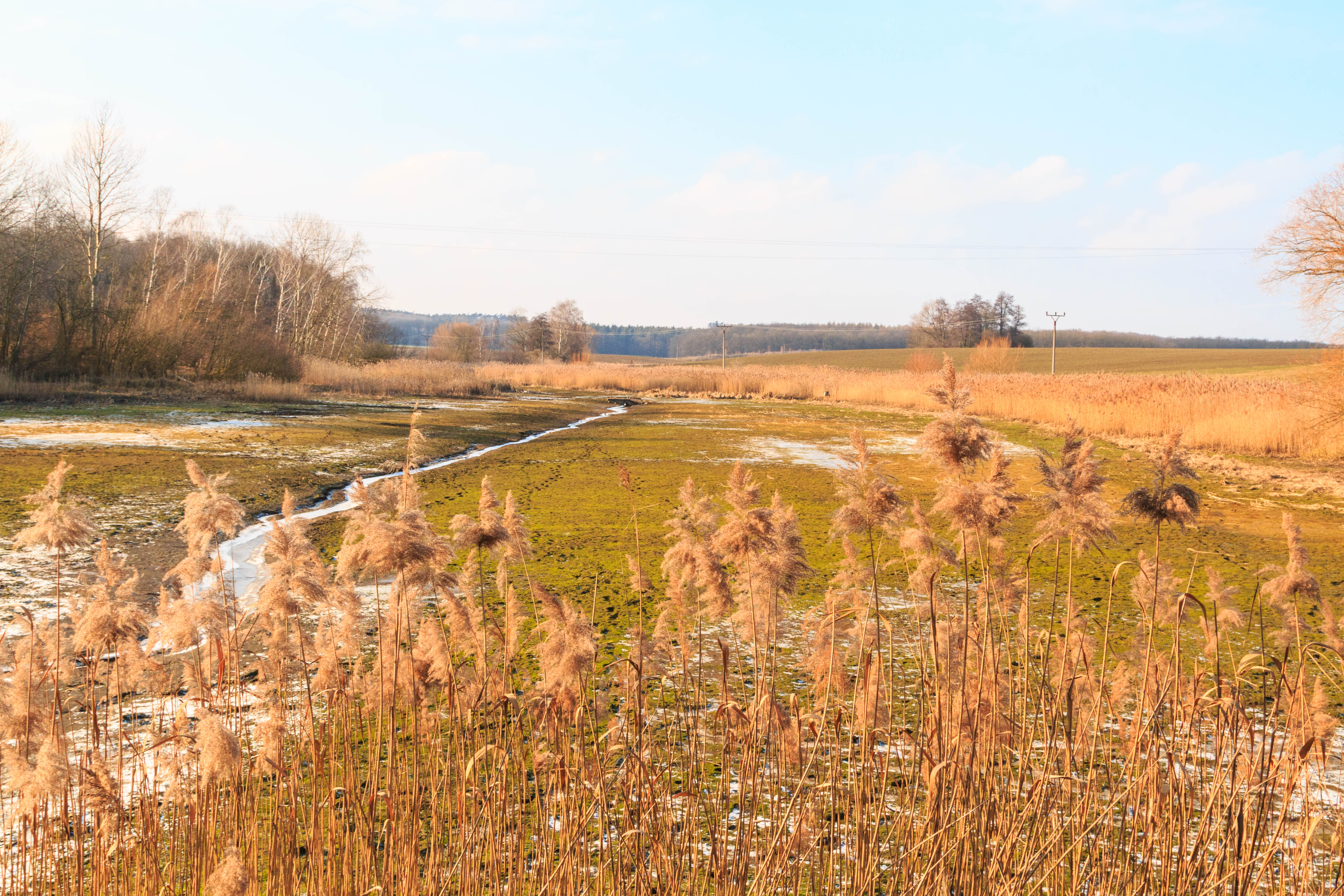
Rybník Kamenec u obce Pravy
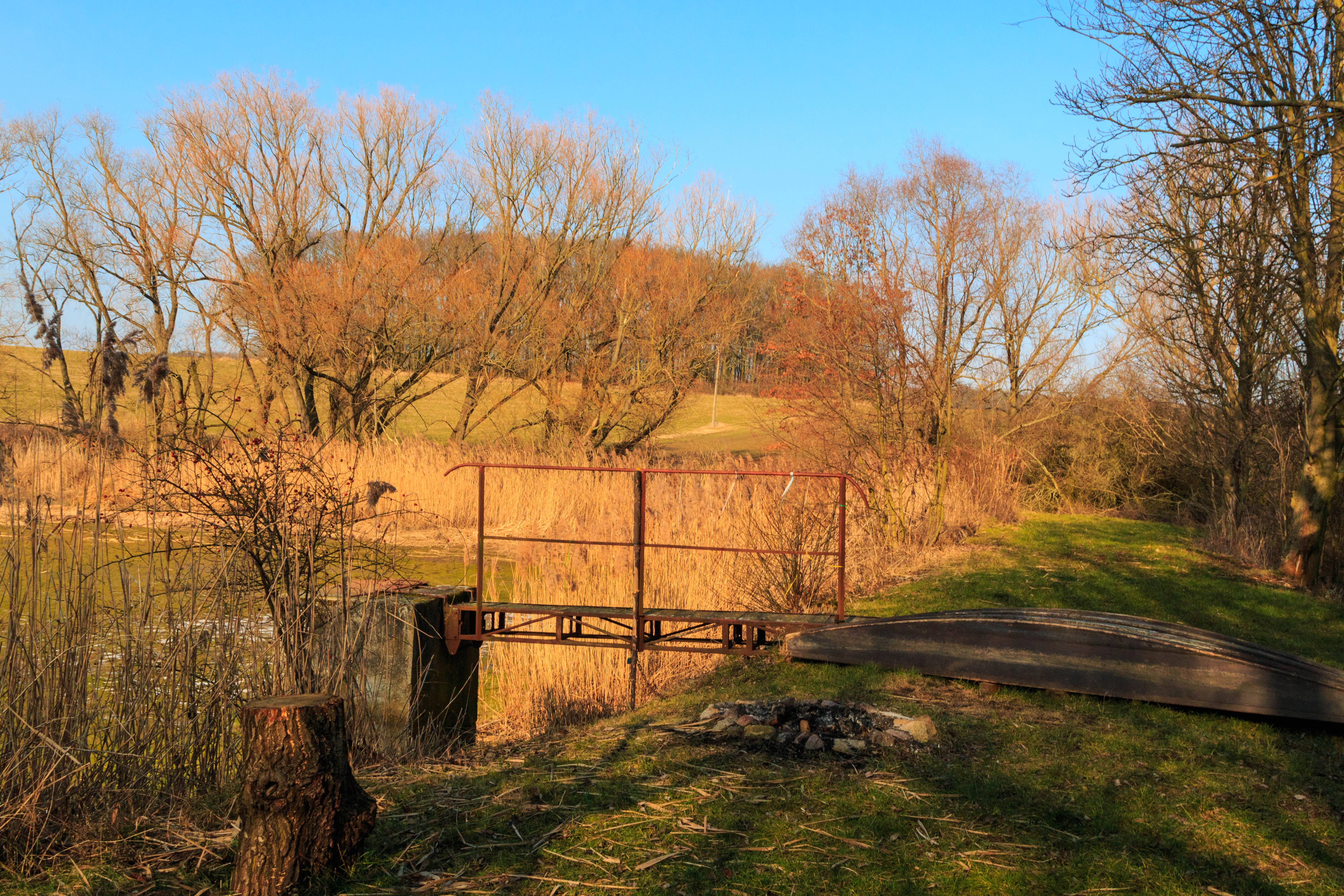
Rybník Kamenec u obce Pravy
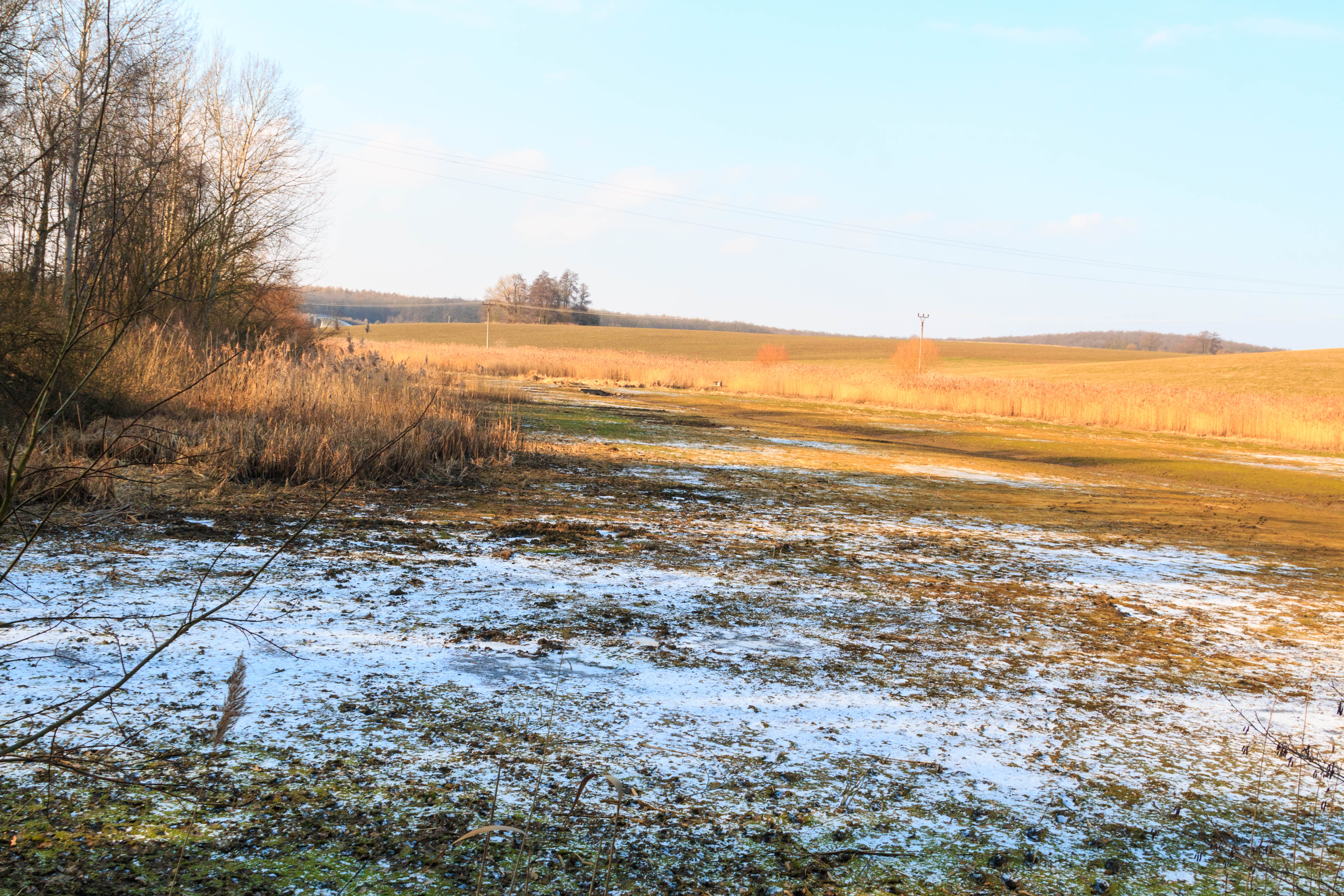
Rybník Kamenec u obce Pravy